# One in a Million (Tomohisa Yamashita)
One in a Million è un brano musicale del cantante giapponese Tomohisa Yamashita, pubblicato come suo terzo singolo il 28 luglio 2010. Il singolo ha raggiunto la vetta della classifica Oricon dei singoli più venduti in Giappone, vendendo 204 561 copie e diventando il ventinovesimo singolo più venduto dell'anno in Giappone.

## Tracce
Edizione limitata vers.A JECN-0225
CD
1. One in a million
2. Kuchizuke Adios (口づけでアディオス)

DVD
1. TOMOHISA YAMASHITA "SHORT BUT SWEET" 2009.11.23

Edizione limitata vers.B JECN-0227
1. One in a million
2. Kuchizuke Adios (口づけでアディオス)
3. Flavor Favor For You

Edizione regolare JECN-0228
1. One in a million
2. Kuchizuke Adios (口づけでアディオス)
3. My Dear
4. World is yours
5. One in a million (Instrumental)

## Classifiche
| Classifica (2010) | Posizione più alta |
| ----------------- | ------------------ |
| Giappone (Oricon) | 1                  |